# 長町太郎
長町 太郎（ながまち たろう、1982年3月22日 - ）は、日本の元俳優。兵庫県出身。スターダストプロモーションに所属していた。

## 出演

### テレビドラマ
- ハッピーボーイズ!（2002年5月、フジテレビ）
- ID（2003年9月、テレビ朝日）
- こよいジャパネスクな夜（2003年10月、NHK）
- WATER BOYS2（2004年7月 - 9月、フジテレビ） - 長太郎 役
- おとり捜査官・北見志穂10（2006年5月、テレビ朝日）
- レガッタ〜君といた永遠〜（2006年7月 - 9月、テレビ朝日）
- おとり捜査官・北見志穂11（2006年12月、テレビ朝日）
- 水戸黄門 第38部 第7話（2008年2月、TBS）
- 西村京太郎トラベルミステリー49 日光・鬼怒川殺人ルート（2008年4月、テレビ朝日）
- キミ犯人じゃないよね? 第8話（2008年5月、テレビ朝日）
- シバトラ 第6話（2008年8月、フジテレビ）
- 6時間後に君は死ぬ（2008年9月、WOWOW）
- ギラギラ（2008年10月、テレビ朝日） - 凉 役
- ストロベリーナイト（2010年11月、フジテレビ）
- 愛・命 〜新宿歌舞伎町駆け込み寺〜（2011年12月、テレビ朝日）

### 映画
- 自虐の詩（2007年10月、松竹）

### 舞台
- 黒蜥蜴（2005年4月 - 6月）
- サンリオピューロランド・森のメルヘン 愛は永遠に（2006年12月 - 2007年5月） - 主演・ケイン 役

### CM
- 青山商事「洋服の青山」（2008年）
- 花王「サクセス薬用シャンプー」（2008年）

### WEBドラマ
- まほろば（2007年12月）